# Хамза Шираз
Мухаммед Хамза Шираз (англ. Muhammad Hamzah Sheeraz; 25 травня 1999) — британський професійний боксер пакистанського походження.

## Професіональна кар'єра
2017 року дебютував на профірингу, здобувши впродовж п'яти років чотирнадцять перемог поспіль і титул чемпіона Європи за версією WBO у першій середній вазі, який захистив чотири рази.
19 березня 2022 року завоював вакантний титул WBC International Silver у середній вазі, 16 липня 2022 року — вакантний титул WBC Silver, а 26 листопада 2022 року захистив титул WBC Silver і завоював титул чемпіона Співдружності в середній вазі.
26 серпня 2023 року захистив титул WBC Silver в бою проти Дмитра Митрофанова, нокаутувавши українця в шостому раунді.
Впродовж 2024 року провів три захисти титулів WBC Silver та чемпіона Співдружності, додавши титул чемпіона Європи за версією EBU.
22 лютого 2025 року вийшов на бій проти чемпіона світу за версією WBC в середній вазі домініканця Карлоса Адамеса і завершив бій внічию.